# Cymatophora approximaria
Cymatophora approximaria is een vlinder uit de familie van de spanners (Geometridae). De wetenschappelijke naam van de soort is voor het eerst geldig gepubliceerd in 1806 door Hübner.